# Flip Your Wig
Flip Your Wig è il quarto album di studio, senza contare l'EP Metal Circus del 1983, del gruppo alternative rock statunitense Hüsker Dü, registrato tra marzo 1985 e giugno 1985 presso lo studio di registrazione Nicollet Studios di Minneapolis e pubblicato nel settembre 1985 da SST Records.
L'album è notevolmente più melodico rispetto ai precedenti, in parte per la produzione più accurata, in parte per la crescente passione del complesso per il pop degli anni sessanta.

## Tracce
Lato A
1. Flip Your Wig (Bob Mould) – 2:33
2. Every Everything (Grant Hart) – 1:56
3. Makes No Sense at All (Mould) – 2:43
4. Hate Paper Doll (Mould) – 1:52
5. Green Eyes (Hart) – 2:58
6. Divide and Conquer (Mould) – 3:42
7. Games (Mould) – 4:06

Lato B
1. Find Me (Mould) – 4:05
2. The Baby Song (Hart) – 0:46 (strumentale)
3. Flexible Flyer (Hart) – 3:01
4. Private Plane (Mould) – 3:17
5. Keep Hanging On (Hart) – 3:15
6. The Wit and the Wisdom (Mould) – 3:41 (strumentale)
7. Don't Know Yet (Mould) – 2:14 (strumentale)

## Formazione[2]
- Bob Mould – chitarra, basso, pianoforte, voce, percussioni, produttore
- Greg Norton – basso
- Grant Hart – batteria, voce, vibrafono, slide whistle, percussioni, produttore
- Steven Fjelstad - ingegneria del suono